# 다나카 유다이 (1999년)
다나카 유다이(일본어: 田中 雄大, 1999년 12월 14일~)는 일본의 축구 선수이다.

## 구단 경력
그는 2022년 J2리그의 파지아노 오카야마에 입단했다. 2024년까지 99경기에 출전하여, 12득점을 넣었다. 2024년 J2리그 5위를 기록하여 J1리그로 승격했다. 2025년 J2리그의 방포레 고후로 이적했다.